# Myriam Ould-Braham
Pour les articles homonymes, voir Braham.
Scènes principales
Opéra national de Paris
Myriam Ould-Braham, née en janvier 1982 à Paris, est une danseuse française. Elle a été étoile du Ballet de l'Opéra de Paris.

## Biographie

### Les débuts
Myriam Ould-Braham est née en 1982 à Paris. Au départ, enfant, Myriam Ould-Braham découvre la danse à Alger, où réside son père.  
Arrivée à Paris, elle commence la danse tardivement en 1993, à l'âge de onze ans, sous la direction d'Yvonne Goubé. 
Elle est admise au Conservatoire National Supérieur de Paris en 1995, mais n'y reste qu'un an puisqu'elle est acceptée comme élève à l'École de danse de l'Opéra de Paris en 1996.

### Dans le ballet de l'Opéra de Paris
Myriam Ould-Braham rejoint le corps de ballet de l'Opéra de Paris en 1999.
Elle est promue quadrille en 2000, coryphée en 2002 et sujet en 2003. 
Elle devient première danseuse en 2006, en présentant deux variations tirées de Roméo et Juliette et de La Bayadère, toutes tirées de la version de Rudolf Noureev.

### Sur scène
Dès 2004, Myriam Ould-Braham campe le personnage d'Aurore de La Belle au bois dormant, son premier grand rôle du répertoire et chorégraphiquement particulièrement difficile dans cette version de Rudolf Noureev. Invitée dans des galas internationaux - notamment en Russie en 2009, elle participe à de nombreuses tournées de l'Opéra de Paris, en Chine, au Japon ou encore en Europe ; elle retrouve ainsi Nikolaï Tsiskaridzé du Ballet du Bolchoï pour le Grand Pas de Paquita, à l'occasion d'un gala célébrant l'année franco-russe, en décembre 2010.
En 2011, elle fait partie des premières distributions de la recréation de La Source par Jean-Guillaume Bart, dans laquelle elle tient le rôle principal. Sa prestation gracieuse est unanimement saluée par la critique.
Myriam Ould-Braham a une prédilection pour ses partenaires Josua Hoffalt et Mathias Heymann,,. Elle danse également aux côtés de Nikolaï Tsiskaridzé à l'occasion d'une représentation de Casse-Noisette à l'Opéra de Paris.

### Danseuse étoile
Myriam Ould-Braham est nommée étoile le 18 juin 2012,  à l'issue de la première représentation de La Fille mal gardée. C'est une nomination alors attendue depuis quelques années,.
Le 16 décembre 2013, elle interprète la Princesse Aurore dans la Belle au Bois dormant aux côtés de Mathias Heymann dans le rôle de Désiré, ballet retransmis en direct dans une centaine de cinémas en France. Elle fait ses adieux à la troupe du Ballet de l'Opéra national de Paris le 18 mai 2024 dans Giselle.

## Style
Myriam Ould-Braham est appréciée pour ses qualités de ballerine. Elle excelle en son travail de jambes tout en finesse, son travail de bras si moelleux et sa musicalité. Elle rappelle les ballerines d'avant-Guerre de par le caractère subtil mais passionnel de sa danse. Elle est aimée pour son charme réfléchi et raffiné.
La précision du geste de Myriam Ould-Braham est remarquable, qu'il soit dansé ou mimé.

## Récompenses
- 2002 : Prix du Cercle Carpeaux
- 2005 : Prix de l'AROP
- 2005 : Prix Léonide Massine
- Chevalière de l'ordre des Arts et des Lettres

## Répertoire
- Le Bal des cadets : la Sylphide
- Casse-Noisette : Clara
- La Belle au bois dormant : Aurore, Fée Canari, Princesse Florine
- Don Quichotte : Kitri, Cupidon, une amie de Kitri
- Giselle : GIselle
- La Dame aux camélias : Olympia, Manon
- Cendrillon : Printemps
- Le Lac des cygnes : Odette, Odile, pas de trois
- Onéguine : Olga
- La Bayadère : Nikiya, Manou
- La Fille mal gardée : Lise
- Raymonda : Henriette
- Paquita : Paquita
- Roméo et Juliette : Rosalinde, Juliette
- La Source : Naïla
- The Vertiginious Thrill of exactitude : Francesca
- Agon : 1er pas de trois, 2e pas de trois, pas de deux
- Coppelia : Swanilda
- Suite en blanc : pas de cinq, Sérénade
- Artifact suite : 2e couple
- In the night : 1er pas de deux
- Joyaux : Émeraudes (pas de trois, 2e pas de deux), Diamants (couple soliste)
- Apollon Musagète : Calliope
- En sol : Soliste femme
- Grand pas classique : Soliste femme
- La Sylphide : La sylphide
- Le Rouge et le Noir : Mathilde de la Môle

## Filmographie
- Casse-Noisette, avec Jérémie Bélingard, Karl Paquette, Nolwenn Daniel et les danseurs de l'Opéra de Paris, 2008[10]
- Giselle, avec Laëtitia Pujol, Nicolas Le Riche, Marie-Agnès Gillot, Wilfried Romoli et les danseurs de l'Opéra de Paris